# 광주 외곽 봉쇄 작전
광주 외곽 봉쇄 작전(光州外廓封鎖作戰)은 5.18 민주화운동 당시 계엄군이 광주시를 봉쇄하여 고립하기 위해 실시한 작전이다. 5월 21일 19시 30분에 내려진 "광주시 외곽의 도로망을 완전 차단하라"는 지시에 따라, 광주 주둔 계엄군은 외곽봉쇄작전을 수행했다. 계엄군은 작전이 시행되는 동안 광주시민의 통행을 일절 금지했고 통행자나 주민들에게 무차별 발포해 많은 사상자가 발생했다.

## 배경
1980년 5월 21일 19시 30분에 광주시 외곽의 도로망을 완전 차단하라는 지시(작전지시 80-5호)가 계엄사령부로부터 전투교육사령부(전교사)에 내려져 광주시내로부터 철수한 계엄군은 외곽봉쇄작전을 수행했다.
이에 앞서 5월 20일 23시 25분 2군사령부는‘소요 확산 저지(작상전 제445호)’를 지시했는데, "광주시 외부로 나가는 교통로를 봉쇄하라"는 내용의 지시였다. 외곽봉쇄작전을 수행하는 계엄군들에게 "무기 휴대 폭도의 봉쇄선 이탈 절대 거부, 폭도 중 반항치 않는 자 체포, 반항자 사살, APC 또는 차량을 이용 강습 시도시는 사살, 현 봉쇄망은 주도로만 치중치 말고 지선도로도 장악 폭도 탈출 적극 방지" 하라는 지침이 내려졌다.
이러한 지침은 5월 21일 21시 30분 광주 외곽에 배치된 계엄군에 방어적 발포를 승인하는 자위권 발동이 고지되고, 실탄이 분배되기 시작하면서 계엄군들이 무차별 발포에 나서는데 직접적 영향을 미쳤다.

## 외곽봉쇄 작전부대 및 봉쇄지역
| 부 대  | 병 력     | 비 고                                   |
| 3공수  | 265/1,261 | 광주교도소 경계, 남부 고속도로 차단     |
| 7공수  | 82/604    | 광주-화순 도로 차단                     |
| 11공수 | 163/1,056 | 광주-화순 도로 차단                     |
| 20사단 | 308/4,778 | 60연대 추가 투입, 광주-목포간 도로 차단 |
| 31사단 | 22/294    | 오치(1개중대) 31사단방면                |
| 전교사 | 42/746    | 자대 주둔                               |
| 계     | 882/8,739 | 5개 진입로상, 6개 차단지역 운영         |

## 민간인 살상 사례
- 광주-목포 도로 봉쇄 :  20사단 61연대 2대대는 21일 오후 4시부터 광주-목포간 국도를 차단하고 광주로의 모든 통행을 봉쇄했다. 20사단 61연대 2대대는 21일 밤 광주시로 들어오는 차량에 발포했는데, 시민 3명 살해하고 1명을 포로 잡았다고 보고했다.[2] 나중에 밝혀진 피해자의 수는 8명 정도로 이 보다 많은 것으로 밝혀졌다.
- 광주-화순 도로 봉쇄 :  21일 오후 7공수여단 , 11공수여단은 광주광역시 시내에서 철수하여, 지원동에 배치됐다. 5월 22일 화순터널 입구 봉쇄작전 부대가 차량 등으로 바리케이드 설치중인 민간인 등을 살해했다. 5월 23일 11시 광주광역시 외곽으로 나가는 버스의 탑승객 18명 중 15명이 총격에 의해 사망했다. 이 날 오후 부상자 3명 중 2명은 총살당했다.(주남마을 미니버스 총격 사건)[3]
- 호남고속도로 및 광주교도소 봉쇄 : 21일 오후 3공수여단은 호남고속도로와 광주-담양 도로 사이에 위치하여 광주광역시의 북쪽 관문인[4] 광주교도소에 배치됐다. 광주상황을 알리기 위해 시외곽으로 빠져나가려던 시민군과 계엄군 사이에 교전이 발생했다. 시위와 무관한 시민들도 도로를 지나다 매복병사들로부터 사격을 받았다.[5] 계엄군의 발포로 인해 가족과 함께 광주교도소 앞을 통과하던 차량, 아이들과 함께 광주를 떠나던 사람, 계엄군 주둔지역의 마을주민 등 많은 사람들이 죽거나 다쳤다.[6]
- 광주국군통합병원 확보 작전 : 5월 22일 17시 00분 광주광역시 송정동에 주둔해 광주를 봉쇄하던 20사단 62연대 2대대는 통합 병원 확보 명령을 받고 진압 개시를 했다. 작전 도중 광주 시민군과의 교전이 발생하여 시민 8명이 사망했다.[2]
- 광주변전소 확보 작전 : 31사단의 일부 병력은 23일 10시 00분 작지 80-7호에 의거 광주 시내 변전소 확보 지시를 받았다.[7] 변전소에 주둔한 계엄군의 발포로 광주시민 4명이 사망했다.
- 계엄군 간 오인사격전 : 24일 이동하던 11공수여단과 보병학교 교도대 등 계엄군간 오인사격전이 발생했다. 계엄군 9명이 사망한 오인사격전 과정 도중 시민 10명이 사망하는 등 여러 광주 시민이 살상당했다. (송암동 학살)

## 같이 보기
- 5.18 광주 민주화 운동
- 상무충정작전
- 전두환
- 정호용
- 이희성
- 신군부
- 황영시